# Myrtle McAteer
Myrtle McAteer (ur. 12 czerwca 1878 w Pittsburgh, Pensylwania, zm. 26 października 1952 w Los Angeles, Kalifornia), czołowa tenisistka amerykańska przełomu XIX i XX wieku.
Brak jest dokładnych danych biograficznych dotyczących McAtter. Pochodziła z Pittsburgha. Zdobyła trzy tytuły mistrzyni USA, w tym jeden w grze pojedynczej. W 1900 pokonała Edith Parker w finale turnieju pretendentek (All Comers), uważanym obecnie za finał właściwy, gdyż w obronie tytułu nie wystąpiła w tzw. challenge round Marion Jones. Rok później McAtter jako obrończyni tytułu uległa w challenge round w pięciu setach Elisabeth Moore.
W 1899 wygrała w mistrzostwach USA grę podwójną w parze z Jane Craven. Rok później wystąpiła w przegranym finale debla z Marie Wimer, a w 1901 odzyskała tytuł mistrzowski w parze z Juliette Atkinson. Ponadto w 1901 przegrała finał gry mieszanej w parze z Clyde Stevensem.
W 1899 w pierwszej edycji turnieju w Cincinnati pokonała w finale Juliette Atkinson. Imprezę tę wygrywała jeszcze w 1900 i 1904, była w finałach w 1903 i 1905. W deblu triumfowała w Cincinnati czterokrotnie (1899, 1900, 1904, 1905, ponadto finał w 1903). Ostatni jej znany występ turniejowy miał miejsce w mistrzostwach USA na kortach ziemnych w 1915, kiedy osiągnęła ćwierćfinał gry pojedynczej i półfinał gry podwójnej.
Osiągnięcia w mistrzostwach USA:
- gra pojedyncza
  - wygrana 1900, finał 1901
- gra podwójna
  - wygrane 1899 (z Jane Craven), 1901 (z Juliette Atkinson), finał 1900 (z Marie Wimer)
- gra mieszana
  - finał 1901 (z Clyde Stevensem)

Występy w challenge round na mistrzostwach USA:
- 1900 – 6:2, 6:2, 6:0 z Edith Parker
- 1901 – 4:6, 6:3, 5:7, 6:2, 2:6 z Elisabeth Moore

Źródła:
- Bud Collins, Tennis Encyclopedia, Visible Ink Press, Detroit 1997
- Martin Hedges, The Concise Dictionary of Tennis, Mayflower Books Inc, Nowy Jork 1978